# Konjunktion (Wortart)
Konjunktion (von lateinisch coniunctio ‚Verbindung‘), auch: Bindewort, Fügewort, Junktion, ist in der Grammatik die Bezeichnung für eine Wortart, die syntaktische Verbindungen zwischen Wörtern, Satzteilen oder Sätzen herstellt und zugleich logische oder grammatische Beziehungen zwischen den verbundenen Elementen ausdrückt. Im Unterschied zu Präpositionen (deren Funktion in manchen Fällen ähnlich beschrieben werden könnte) regieren Konjunktionen normalerweise keinen Kasus an ihren Ergänzungen.
Die Wörter, die traditionell als Konjunktionen bezeichnet werden, bilden eine sehr uneinheitliche Gruppe, und in vielen Systemen werden sie in zwei getrennte Wortarten zerlegt (unter anderem in der Dudengrammatik 2022). Man unterscheidet: 
- Konjunktionen im engeren Sinn oder nebenordnende Konjunktionen, z. B. „und“, „aber“, „denn“
- Subjunktionen, bzw. unterordnende oder nebensatzeinleitende Konjunktionen, z. B. „dass“, „weil“, „ob“. In der Generativen Grammatik werden diese in die Kategorie der Komplementierer eingeordnet.

## Abgrenzungen und Unterscheidungen

### Konjunktion und Junktor im Sinne der Logik
Die Konjunktion als Wortart in der Grammatik ist zu unterscheiden von dem Begriff der „Konjunktion“ im Sinne der Logik, womit eine gesamte Konstruktion bezeichnet wird, in der zwei Sätze mit „und“ verbunden werden und ihre Wahrheitswerte verrechnet werden. Ein Verbindungselement wie „und“ wird im grammatischen Sinn als „Konjunktion“ bezeichnet, heißt aber in der Logik „Junktor“.
Dieselbe Bezeichnung „Junktor“ wird jedoch wiederum vereinzelt von Grammatikern benutzt, um eine allgemeinere Klasse von verbindenden sprachlichen Elementen zu bezeichnen, von der nebenordnende und unterordnende Konjunktionen einen Bestandteil bilden.

### Unterordnende und nebenordnende Konjunktionen

#### Terminologie
Die traditionell als Konjunktion bezeichnete Klasse umfasst vor allem zwei Haupttypen:
- nebenordnende (auch: beiordnende, koordinierende, koordinative, parataktische) Konjunktionen (Beispiel: und)
- unterordnende (subordinierende, hypotaktische) Konjunktionen, in neuerer Literatur oft Subjunktionen[6] oder Subjunktoren[7] genannt (Beispiele: weil, dass, ob).

In Systemen, die die Bezeichnung Subjunktion verwenden, erhält Konjunktion dann eine engere Bedeutung, die im Gegensatz zur Subjunktion steht (bezeichnet also nur Nebenordnung). Hierdurch wird der Begriff „Konjunktion“ letztlich mehrdeutig. Die Duden-Grammatik verwendet, um Missverständnisse zu vermeiden, als Oberbegriff statt „Konjunktion im weiten Sinn“ den neutraleren Ausdruck Junktion. Der vorliegende Artikel geht von der traditionellen, weiteren Bedeutung aus, die beide Untertypen zusammenfasst, verwendet aber zwecks Eindeutigkeit den Ausdruck Subjunktion, wenn nur nebensatzeinleitende Konjunktionen gemeint sein sollen.

#### Grammatische Einordnung
Die nebenordnenden Konjunktionen stehen zwischen Hauptsätzen, Nebensätzen oder Satzteilen und verbinden diese so miteinander.
- [Du gehst weg] und [ich bleibe hier].
- Ich denke, [dass sie ihre Arbeit beendet hat] und [dass er auch bald so weit ist].
- Wir wollen [Äpfel] und [Birnen] kaufen.

Die unterordnenden Konjunktionen bzw. Subjunktionen stehen einleitend in einem Nebensatz und binden ihn so in den übergeordneten Satz ein. Sie sind somit selbst Teil des Nebensatzes:
- Du gehst weg, [während ich hier bleibe].
- Ich denke, [dass sie ihre Arbeit beendet hat].
- Wir sind hier, [weil wir Äpfel und Birnen kaufen wollen].

Die Vergleichspartikeln „wie“ und „als“ bilden einen Sonderfall. Vergleichspartikeln werden manchmal als untypische Fälle von Konjunktionen einbezogen (oder auch als untypische Präpositionen ohne Kasusrektion), aber in neuerer Literatur werden sie teilweise als nochmals eigene Wortart geführt, siehe hierzu den Artikel Adjunktor (Grammatik). Ihnen folgt immer nur eine einzige Ergänzung. Vergleiche:
- Er betrachtete vor allem [die Zeichnungen] [als sehr gelungen].
- [Als sehr gelungen] betrachtete er vor allem [die Zeichnungen]. (→ Verschiebeprobe: „als“ + „sehr gelungen“ werden zusammen verschoben)

Im Unterschied dazu bilden nebenordnende Konjunktionen eine syntaktische Einheit aus dem vorangehenden und dem folgenden Ausdruck:
- Er betrachtete ([die Gemälde] und [die Zeichnungen]).
- ([Die Gemälde] und [die Zeichnungen]) betrachtete er. (→ Verschiebeprobe: „A und B“ wird zusammen verschoben)
- NICHT: *[ Und [die Zeichnungen] ] betrachtete er die Gemälde.

(Siehe aber weiter unten im Kapitel #Nebenordnende Konjunktionen im Deutschen am Ende des Einleitungsabschnittes für ein abweichendes Verhalten von satzeinleitendem und.)

### Abgrenzung von Präpositionen
Obgleich manchmal Konjunktionen und Präpositionen schwer zu unterscheiden sind und manche Wörter möglicherweise eine Doppelfunktion haben, sind im Prinzip die beiden Wortarten grammatisch doch deutlich voneinander abzugrenzen. Vor allem regieren Präpositionen einen Kasus, Konjunktionen tun dies nicht.

#### Nebenordnende Konjunktionen
Im folgenden Beispiel löst die Präposition mit Dativrektion aus, wogegen die Konjunktion sowie keinen eigenen Kasus zuweist, sondern die Akkusativrektion des Verbs bestellen unverändert lässt:
- Er bestellte Akk[ein Schnitzel] mit Dat[einem gemischten Salat].
- Er bestellte Akk[ein Schnitzel] sowie Akk[einen gemischten Salat].

In den obigen Beispielen zeigt sich die Abgrenzung zwischen Präpositionen und nebenordnenden Konjunktionen (sowie) auch darin, dass die Präposition eine einzige Ergänzung hat, die nebenordnende Konjunktion sich aber mit zwei Ausdrücken verbindet.

#### Unterordnende Konjunktionen bzw. Subjunktionen
Abgrenzungsprobleme zwischen Präpositionen und unterordnenden Konjunktionen bzw. Subjunktionen sind verbreitet. Sie ergeben sich durch die Möglichkeit, dass Präpositionen auch Nebensätze als ihre Ergänzung nehmen könnten: Grammatisch bliebe dann der Unterschied, dass Präpositionen in diesen Fällen vor einem Nebensatz, aber Subjunktionen innerhalb des Nebensatzes stehen würden; dies ist aber äußerlich oft nicht sichtbar. In den folgenden Beispielen ist ohne als Präposition dargestellt, wie es in der linguistischen Literatur häufig vertreten wird:
| Er arbeitet, ohne | [dass er dafür Geld bekommt]. |
| Er arbeitet, ohne | [Geld dafür zu bekommen].     |
| Er arbeitet ohne  | [Bezahlung].                  |
Häufig werden jedoch auch Verbindungen des Typs ohne dass als Fälle einer einzigen, zusammengesetzten Subjunktion angesehen (zum Beispiel in der Duden-Grammatik).

### Abgrenzung von Fragepronomen
Von Subjunktionen zu unterscheiden sind satzeinleitende Frage- und Relativpronomen bzw. Frage- und Relativadverbien, weil sie größere syntaktische Einheiten bilden können (also Phrasen sind). Im Feldermodell des deutschen Satzes besetzen sie sowohl im Hauptsatz als auch im Nebensatz das „Vorfeld“, wogegen die Position der Subjunktion die „linke Klammer“ (bzw. die Position des Komplementierers) ist, wie im letzten Beispiel unten gezeigt:
| Vorfeld              | linke Klammer | Mittelfeld | rechte Klammer   | Nachfeld |
| -------------------- | ------------- | ---------- | ---------------- | -------- |
| Wen                  | hast          | du         | angerufen?       |          |
| Mit wessen Eltern    | hast          | du         | telefoniert?     |          |
| ...wen               | –             | du         | angerufen hast   |          |
| ...mit dessen Eltern | –             | du         | telefoniert hast |          |
| –                    | ob            | jemand     | angerufen hat.   |          |

(Zu größeren syntaktischen Einheiten in satzeinleitender Funktion, wie im zweiten und vierten Beispiel, siehe unter Rattenfängerkonstruktion.)

### Abgrenzung von Adverbien
Die Bestimmung von inhaltlichen Verbindungen zwischen Sätzen muss nicht immer durch Konjunktionen geschehen. Stattdessen können solche Verbindungen auch von gewissen Adverbien bezeichnet werden, die keine Subjunktionen sind, sondern normale Satzglieder. Dieser Typ von Adverb wird als Konjunktionaladverb (oder Konnektoradverb) bezeichnet. Konjunktionaladverbien können daran erkannt werden, dass sie sich wie jedes andere Satzglied ins Feldermodell einordnen, also z. B. Vorfeld eines Verb-Zweit-Satzes sein können oder im Mittelfeld stehen:
- „Weil das Wetter wunderschön ist … (gehe ich zu Fuß).“ (Subjunktion; das Verb „ist“ erscheint am Satzende)
- „Das Wetter ist wunderschön, daher gehe ich zu Fuß.“ (Konjunktionaladverb im Vorfeld; das Verb „gehe“ erscheint an zweiter Stelle)
- „Das Wetter ist wunderschön, (und) ich gehe daher zu Fuß.“ (Konjunktionaladverb im Mittelfeld)

Wörter unterschiedlicher Wortarten wie Adverbien, Partikeln und die diversen Konjunktionen, die inhaltlich verwandte Funktionen haben, können unter dem Begriff „Konnektoren“ zusammengefasst werden.

## Nebenordnende Konjunktionen im Deutschen
Häufige und unkontroverse Beispiele für nebenordnende Konjunktionen im Deutschen sind: und, oder, aber, denn, doch, sondern, sowie, das heißt. Eine Sondergruppe bilden mehrteilige Konjunktionen, die korrelative Paare bilden wie entweder … oder, sowohl … als auch, weder … noch. Einige Bestandteile solcher Paare können auch das Verhalten von Adverbien zeigen (zum Beispiel indem sie die erste Position im Hauptsatz besetzen).
Nebenordnende Konjunktionen können Einheiten verschiedener Größe verbinden:
1. Sätze: [Er ist berühmt], und [die Frauen bewundern ihn].
2. Satzglieder: [Sein Geld] und [seine glänzende Position] erwecken Bewunderung.
3. Satzgliedteile: für die [großen Konzerne] und [Banken]
4. Wörter: für die großen [Konzerne] und [Banken] – (Betonung auf dem Adjektiv: hier wäre dann „große Banken“ gemeint)
5. Wortteile (Morpheme): [An-] und [Verkauf] (hierbei mit Ergänzungsstrich, nicht mit Auslassungsstrich)

Nebenordnende Konjunktionen bewirken keine völlig symmetrische Verbindung der beiden Teile. Während sich und auf der Bedeutungsebene in gewisser Hinsicht symmetrisch verhält (beide verbundenen Teile haben logisch dieselbe Funktion), gilt dies nicht für Fälle wie denn oder sondern. Auf der grammatischen Ebene verhalten sich alle nebenordnenden Konjunktionen asymmetrisch, insofern als sie enger mit dem zweiten Teil zusammengehören als mit dem ersten. Man kann dies daran sehen, dass ein Satz mit einer solchen Konjunktion beginnen kann; der erste Teil dazu findet sich dann nur im (Kon-)Text:
- Und es kommen Tiere aus der Tiefe … (Anfang eines Gedichts von Robert Gernhardt)

Im Feldermodell des deutschen Satzes steht solch ein Vorkommen von und im „linken Außenfeld“ des Satzes.

### Bedeutungstypen
| Semantische Kategorie    | nebenordnende Konjunktionen (Beispiele)        | Beispielsätze                                                       |
| ------------------------ | ---------------------------------------------- | ------------------------------------------------------------------- |
| additiv (Anreihung)      | und so, weder – noch, nicht nur – sondern auch | Weder er noch seine Tochter wurden von dem Lärm aufgeweckt.         |
| adversativ (Gegensatz)   | aber, sondern                                  | Sie fragte ihn, aber er war ahnungslos.                             |
| disjunktiv (Alternative) | entweder – oder                                | Du kannst entweder dein Zimmer aufräumen oder das Papier wegräumen. |
| explikativ (Erklärung)   | das heißt                                      | Er ist national bekannt, das heißt, man kennt ihn im ganzen Land.   |
| kausal (Grund)           | denn (umgangssprachlich: weil)                 | Er ist glücklich, denn er wird bald heiraten.                       |
| konzessiv (Einräumung)   | wenn auch, wenngleich (+ Adj.)                 | Es ist ein trauriger, wenn auch ein aufschlussreicher Tag.          |
| komparativ (Vergleich)   | als, wie                                       | Er mag sein Auto lieber als seine Frau.                             |

### Funktion ausgewählter nebenordnender Konjunktionen

#### und
Die Konjunktion und hat mehrere Bedeutungen. Zum einen bezeichnet sie den Fall der logischen Konjunktion, also dass zwei oder mehr verbundene Aussagen allesamt zutreffen.
In Verbindung mit Substantiven erscheint hingegen oft eine andere Bedeutung, in der und mehrere Individuen zu einer Gruppe zusammenfasst, also gewissermaßen ein kollektives Individuum erzeugt:
- Peter und Karl haben das Klavier hinuntergetragen.

Hier ist ein Fall gemeint, in dem keiner der beiden jemals allein ein Klavier getragen hat, sondern wo nur die Gruppe, die aus den beiden zusammen besteht, dies schaffen konnte. Allerdings kann und zwischen Substantiven auch als verkürzte Form eines „logischen und“ erscheinen, bei dem der volle Inhalt der zwei verbundenen Aussagen vom Hörer erschlossen und ergänzt werden muss:
- Peter und Karl haben schon einmal einem Menschen das Leben gerettet.
- Peter sowie auch Karl haben schon einmal einem Menschen das Leben gerettet.

In diesen beiden Beispielen ist der Inhalt zu rekonstruieren als:
- [Peter hat schon einmal einem Menschen das Leben gerettet] und [Karl hat schon einmal einem Menschen das Leben gerettet].

Diese Lesart von und zwischen Substantiven, bei der Peter und Karl keine Gruppe bilden müssen, wird als „distributiv“ bezeichnet (die Aussage wird auf Peter und auf Karl „verteilt“). Bei Verwendung der Konjunktion sowie ist diese Lesart zwingend, hiermit ist dann keine Gruppenlesart möglich.
Eine andere häufige Bedeutungsvariante besteht darin, dass die Verbindung zweier Aussagen mit und als zeitliche Reihenfolge interpretiert wird:
- Sie heiratete und bekam ein Kind.
- Sie bekam ein Kind und heiratete.

In manchen Kontexten, wie oben, erscheint diese Deutung relativ zwingend; sie wird üblicherweise jedoch nicht als eine eigene Wortbedeutung von und angesehen, sondern als eine Schlussfolgerung im Kontext, d. h. eine konversationelle Implikatur.

#### oder
Mit dem Wort oder werden in erster Linie Alternativen formuliert:
- Möchtest du Erdbeereis oder Vanilleeis? A oder B?

Mit dieser Frage wird der Hörer vor eine Wahl gestellt: sich entweder das eine, oder das andere auszusuchen; in der Logik spräche man von „exklusivem Oder“.
Der Ausdruck von „inklusivem Oder“ (d. h., dass dem Hörer als dritte Möglichkeit die Wahl von sowohl Erdbeer- als auch Vanilleeis angeboten würde) müsste anders formuliert werden:
- Möchtest du Erdbeer- oder Vanilleeis, oder beides?
- Möchtest du Erdbeer- und/oder Vanilleeis?

In Verbindung mit einer übergeordneten Verneinung oder einem Verbot kann die Bedeutung entstehen, dass alle Möglichkeiten nicht in Frage kommen (hier ist es verboten zu essen, zu trinken oder zu rauchen: Alles dieses ist verboten.)
Einige andere Verwendungen des Wortes oder tragen auch pragmatische Funktionen, etwa:
- dass eine bestimmte Konsequenz zu erwarten ist (Verschwinde, oder es passiert was!)
- dass kein Einwand erwartet wird (Gleich passiert was. Oder glaubst du das nicht?, rhetorisch)
- dass auch eine ungenannte andere Möglichkeit besteht bzw. dass die Aussage unscharf gemeint ist (vor 10 Tagen oder so)
- dass eigentlich eine Zustimmung erwartet wird (Du kommst doch mit, oder?, nachgestellt rhetorisch)

#### aber, sondern
aber (in kontrastiver Bedeutung) und sondern trennen zwei Teile eines Gegensatzpaares, sie sind jedoch nicht bedeutungsgleich. sondern drückt aus, dass der Sprecher die beiden Teile des Gegensatzpaares für absolut unvereinbar hält: wenn B wahr ist, kann A unmöglich wahr sein.
Beispielhaftes Gegensatzpaar:
- A: Das Haus ist nicht groß.
- B: Das Haus ist gemütlich.

Sätze mit aber bzw. sondern:
- Das Haus ist nicht groß, aber gemütlich.
- Das Haus ist nicht groß, sondern gemütlich.

Im ersten Satz wird mitgeteilt, dass das Haus zwar nicht groß ist, aber trotzdem gemütlich. Der Sprecher drückt aus, dass an dem Haus immerhin noch etwas Positives zu nennen ist; für ihn ist auch nicht ausgeschlossen, dass ein Haus sowohl groß als auch gemütlich ist.
Der zweite Satz drückt aus, dass das Haus nicht groß ist, sondern stattdessen gemütlich. Der Sprecher teilt durch die Wahl von sondern mit, dass für ihn ein absoluter Gegensatz zwischen einem großen und einem gemütlichen Haus besteht: ein gemütliches Haus kann für ihn keinesfalls groß sein; falls B wahr ist (Gemütlichsein des Hauses), ist A (Großsein des Hauses) ausgeschlossen.
In obigem Beispiel ist es die subjektive Einstellung des Sprechers, die über die Verwendung von aber oder sondern entscheidet. In den meisten Fällen wird die Wahl von der Logik gefordert:
- Draußen ist es nicht warm, sondern kalt.
- Ich möchte nicht ins Kino, sondern zuhause bleiben.

Da hier Warmsein und Kaltsein zur gleichen Kategorie (Temperatur) gehören, ist die Benutzung von sondern obligatorisch. Auch ist es prinzipiell nicht möglich, sowohl auszugehen als auch zuhause zu bleiben; sondern wirkt damit „revidierend“ auf das fokussierte Satzglied: Es ersetzt die „falsche“ Aussage (es ist warm) durch die „wahre“ (es ist kalt).
sondern kann nur nach einem negativen Vor-Satz stehen; bei der Umkehrung dieses Satzes wäre daher aber anzuwenden:
- Draußen ist es kalt, aber nicht eiskalt.

#### beziehungsweise, respektive
Schriftsprachlich werden die Konjunktionen beziehungsweise (bzw.) und respektive (von mittellateinisch respectivus ‚beachtenswert‘) zwischen zwei gleichgeordnete Satzglieder gesetzt, die sich auf je ein vorhergehendes Satzglied beziehen:
- Herr Müller und Herr Fischer arbeiten beide in derselben Firma, als Filialleiter bzw. Personalchef.
- Der Orden vom Goldenen Vlies und der Sternkreuzorden waren die höchsten Ritter-, respektive Damenorden der Habsburgermonarchie.

Im ersten Satz ist Herr Müller Filialleiter, Herr Fischer Personalchef. Im zweiten Satz bezieht sich Ritterorden auf Orden vom Goldenen Vlies, Damenorden auf Sternkreuzorden.
Umgangssprachlich werden beide Konjunktionen auch synonym zu folgenden Phrasen gebraucht:
- Oder (auch): Du kannst den Ort mit der Bahn respektive mit dem Autobus erreichen.[15]
- Genauer gesagt: Er wohnt in Berlin, beziehungsweise im Randgebiet von Berlin.

## Unterordnende Konjunktionen (Subjunktionen) im Deutschen

### Syntaktische und semantische Typen
Nebensätze, die mit Subjunktionen eingeleitet werden, können alle Arten von Satzgliedfunktionen übernehmen: Sie können Subjekt oder Objekt eines Verbs sein, oder Adverbial. Subjunktionen, die Subjekt- oder Objektsätze markieren, sind vor allem dass (früher daß geschrieben, von mittelhochdeutsch daz, seit dem 16. Jahrhundert häufiger daß oder dass) und ob. Hierbei markiert die Subjunktion ob das Merkmal, dass der Nebensatz eine (indirekte) Frage ist, wogegen dass vor allem Aussagen markiert.
Für Nebensätze in der Funktion adverbieller Bestimmungen gibt es je nach genauer Bedeutung viele spezialisierte Subjunktionen:
- Temporalsatz:
  - gleichzeitig: während, indem, indes[sen], solange, sowie, sooft, als, wie
  - vorzeitig: nachdem, als, wenn, sobald, sowie, seit[dem]
  - nachzeitig: bis, bevor, ehe, (selten:) als, wenn
- Modalsatz:
  - instrumental (Modalsatz i. e. S.): indem
  - restriktiv/adversativ (zur Kennzeichnung der Einschränkung und des Gegensatzes): (in)soweit, (in)sofern, soviel, während, wohingegen
  - Vergleichssatz: als ob, als wenn, wie wenn
- Kausalsatz:
  - Im engeren Sinn: weil, da, zumal, nun, dass (im Sinne von wie).

Das Wort weil verändert sich historisch relativ schnell. Der ursprüngliche Sinn ist zeitlich („so lange als“, „derweilen“). Im 19. Jahrhundert überwog die kausale Verwendung und später wurde weil nur noch kausal gebraucht. In brüder! last uns lustig seyn, weil der frühling währet von Günther bedeutet es noch „solange (wie)“.
Die heutige kausale Bedeutung umfasst sowohl die Ursache-Wirkungs-Beziehung als auch den Hinweis auf eine Beobachtung als Begründung dafür, dass man die Aussage macht. Für Besonderheiten der Wortstellung im Gebrauch von „weil“ siehe unter Kausalsatz #„Weil“ mit Verbzweitsatz.
- In einem weiteren Sinn werden unter kausale Adverbialsätze auch folgende Fälle eingeordnet:
  - Konsekutivsatz (Folge kennzeichnend): sodass oder so dass, als dass, dass
  - Konditionalsatz (Bedingung kennzeichnend): wenn, falls, im Falle, sofern, soweit, so
  - Konzessivsatz (einräumend): obgleich, obwohl, ob, obschon, obzwar, wenngleich, wenn auch, wennschon, wiewohl, ungeachtet, gleichwohl
  - Finalsatz (zielsetzend, zweckangebend): damit, dass, um zu, auf dass

### Subjunktionen in infiniten Nebensätzen
Manche Infinitivkonstruktionen des Deutschen haben den Status von eigenständigen Nebensätzen, z. B. als Objekt eines Verbs (erstes Beispiel) oder als Finalsatz (zweites Beispiel). Diese Infinitive müssen immer die Partikel zu aufweisen und können im Nachfeld des Satzes stehen, also nach einem Verb in Endstellung:
- Der Polizist verlangte von Otto, seinen Ausweis vorzuzeigen.
- Donald schwieg, um sich nicht noch weiter zu blamieren.

Da es sich um Nebensätze handelt, ist das satzeinleitende um im zweiten Beispiel als Subjunktion für Infinitivsätze einzuordnen. Hingegen können dass und ob nur mit finiten Nebensätzen erscheinen, aber nicht mit Infinitiven; somit zeigt sich systematisch ein Zusammenhang, dass Subjunktionen das Merkmal finit / infinit an einem Nebensatz regieren können. Auch das Erscheinen der Partikel zu in allen Infinitivsätzen erklärt sich dann als ein Effekt der Rektion durch die Subjunktion (vgl. den Begriff der Statusrektion). Für bloße infinite Nebensätze wie im ersten Beispiel oben wird dann angenommen, dass sie im Grunde ebenfalls Subjunktionalsätze sind, aber eine abstrakte, unausgesprochene Subjunktion vorliegt.
Für ein ähnliches Beispiel im Englischen siehe unten.

## Subjunktionen in anderen Sprachen

### Subjunktionen im Englischen
Im Englischen unterscheidet man in der traditionellen Grammatik ähnlich wie oben zwischen koordinierenden und subordinierenden Konjunktionen (englisch coordinating conjunctions, auch coordinators, und subordinating conjunctions, auch subordinators). Die subordinierenden Konjunktionen des Englischen, die Argumentsätze und Adverbialsätze markieren, entsprechen in etwa den Subjunktionen des Deutschen. Eine Besonderheit im Vergleich zum Deutschen ist, dass im Englischen Relativsätze mit einer Subjunktion eingeleitet werden können (that) statt mit einem Pronomen.
Das Englische liefert auch ein Beispiel für eine Subjunktion, die einen Infinitiv-Nebensatz einleitet (siehe oben für Beispiele im Deutschen), nämlich das for in Konstruktionen wie
- [For you to give up now] would be tragic.

„Jetzt aufzugeben, wäre tragisch / Wenn du jetzt aufgeben würdest, wäre es tragisch.“
Hier ist for eine Subjunktion, die trotz Infinitiv einen SVO-Satz mit sichtbarem Subjekt ermöglicht (das Beispiel ist zu unterscheiden von Fällen wie to give up now would be tragic for you – hier ist for eine Präposition). Die übliche Analyse hierfür ist, dass for eine Subjunktion ist, die ausnahmsweise in der Lage ist, den Kasus des Subjekts zu regieren (es ist allerdings kein Nominativ). Rektion ist eine Gemeinsamkeit mit der Präposition for; dennoch ist das Verhalten dieses Elements for eindeutig nicht mehr das einer Präposition, auch wenn es aus einer Präposition hervorgegangen ist.

### Verb-End-Sprachen
In vielen SOV-Sprachen müssen untergeordnete Sätze den „Hauptsätzen“ (übergeordneten Sätzen) vorausgehen. Entsprechungen zu den subordinierenden Konjunktionen am Satzanfang, wie sie die indogermanischen Sprachen haben, sind dann satzabschließende Elemente, wie im Japanischen, oder Suffixe, die an das Verb angehängt werden und somit keine eigenen Wörter sind.